# Tony Peña (baseball, 1982)
Pour les articles homonymes, voir Tony Peña et Tony Peña, Jr..
Ramon Antonio Peña dit Tony Peña, né le 9 janvier 1982 à Saint-Domingue en République dominicaine, est un joueur dominicain de baseball évoluant en Ligue majeure de baseball depuis 2006. Il est présentement sous contrat chez les Angels de Los Angeles d'Anaheim.

## Carrière
Tony Peña est recruté comme agent libre amateur par les Diamondbacks de l'Arizona le 13 juin 2002. Après quatre saisons en Ligues mineures, il fait ses débuts en Ligue majeure le 18 juillet 2006.
Sélectionné en équipe de République dominicaine, il participe à la Classique mondiale de baseball 2009 où il dispute deux rencontres comme lanceur de relève (2 manches lancées).
Il est transféré chez les White Sox de Chicago le 7 juillet 2009. Il lance jusqu'en 2011 pour Chicago.
Le 12 août 2012, Peña est mis sous contrat par les Angels de Los Angeles d'Anaheim.

## Statistiques
| Saison | Équipe     | G   | GS | CG | SHO | V  | D  | SV | IP    | SO  | ERA  |
| ------ | ---------- | --- | -- | -- | --- | -- | -- | -- | ----- | --- | ---- |
| 2006   | Arizona    | 25  | 0  | 0  | 0   | 3  | 4  | 1  | 30.2  | 21  | 5,58 |
| 2007   | Arizona    | 13  | 0  | 0  | 0   | 5  | 4  | 2  | 85.1  | 63  | 3,27 |
| 2008   | Arizona    | 72  | 0  | 0  | 0   | 3  | 2  | 3  | 72.2  | 52  | 4,33 |
| 2009   | Arizona    | 37  | 0  | 0  | 0   | 5  | 3  | 1  | 34.0  | 26  | 4,24 |
| 2009   | Chicago WS | 35  | 0  | 0  | 0   | 1  | 2  | 1  | 36.0  | 29  | 3,75 |
| 2009   | Chicago WS | 52  | 3  | 0  | 0   | 5  | 3  | 0  | 100.2 | 56  | 5,10 |
| Totaux | Totaux     | 296 | 3  | 0  | 0   | 22 | 18 | 8  | 359.1 | 247 | 4,33 |

| Saison | Équipe  | G | GS | CG | SHO | V | D | SV | IP  | SO | ERA  |
| ------ | ------- | - | -- | -- | --- | - | - | -- | --- | -- | ---- |
| 2007   | Arizona | 5 | 0  | 0  | 0   | 0 | 0 | 0  | 5.1 | 7  | 0,00 |
| Totaux | Totaux  | 5 | 0  | 0  | 0   | 0 | 0 | 0  | 5.1 | 7  | 0,00 |

Note : G = Matches joués ; GS = Matches comme lanceur partant ; CG = Matches complets ; SHO = Blanchissages ; 
V = Victoires ; D = Défaites ; SV = Sauvetages ; IP = Manches lancées ; SO = Retraits sur des prises ; ERA = Moyenne de points mérités.